# Ernst Leitz III
Ernst Leitz III (* 16. Januar 1906 in Wetzlar; † 8. September 1979 in Bad Nauheim) war ein deutscher Unternehmer und Politiker der CDU.

## Leben
Ernst Leitz war der zweite Sohn des Industriellen Ernst Leitz II und Enkel des Firmengründers Ernst Leitz I. Von 1915 bis 1920 war er wie später seine Geschwister Ludwig (ab 1916), Elsie (ab 1917) und Günther (ab 1925) Schüler der reformpädagogischen Freien Schulgemeinde in Wickersdorf im Thüringer Wald. Ernst Leitz legte 1924 das Abitur ab und arbeitete als Kaufmann. Er war mit Christine Leitz geb. Punger, verw. Maul-Punger, verheiratet, die als Rechtsanwältin und Notarin in Friedberg tätig war.
Er trat in die väterliche Firma ein und war dort in führender Position tätig. Die Quellen sind bezüglich der Rolle im Unternehmen widersprüchlich: Lengemann (1986) gibt an, er sei ab 1928 Geschäftsführer der Ernst Leitz GmbH in Wetzlar gewesen. Das Munzinger-Archiv gibt an, er sei gemeinsam mit seinen Brüdern Ludwig und Günther nach dem Tod seines Vaters 1956 Geschäftsführer des Familienunternehmens geworden. Parisius/Scholl-Seibert berichten, er sei 44 Jahre Geschäftsführer der Leitz-Werke gewesen.

## Politik
Leitz engagierte sich ab 1945 politisch. Er gehörte zu den Gründern der CDU in Wetzlar und war Gründungsvorsitzender der CDU Wetzlar. Bis 1953 war er auch Kreisvorsitzender der CDU im Landkreis Wetzlar. Dem Landesvorstand der CDU Hessen gehörte er von 1958 bis 1967 an. 1958 war er Mitgründer des Wirtschaftsforums der CDU Hessen in Frankfurt am Main.
Nach dem Zweiten Weltkrieg gehörte er im Mai 1945 den Stadtausschuss der Stadt Wetzlar an, dem Vorgänger der Stadtverordnetenversammlung. Seit den Kommunalwahlen in Hessen 1946 gehörte er der Stadtverordnetenversammlung an. Als Mitglied der Stadtverordnetenversammlung wirkte er 30 Jahre lang, bis er 1975 ausschied. Er wurde mit dem Ehrentitel Stadtältester geehrt.
Vom 26. Februar 1946 bis zum 14. Juli 1946 war er Mitglied des Beratenden Landesausschusses.